# Primnia sanctaehelenae
Primnia sanctaehelenae är en insektsart som först beskrevs av Carl Stål 1861.  Primnia sanctaehelenae ingår i släktet Primnia och familjen gräshoppor. Inga underarter finns listade i Catalogue of Life.